# Olgierd Kryczyński
Olgierd Najman-Mirza-Kryczyński (ur. 22 października 1884 w Wilnie, zm. 2 czerwca 1941 w Smoleńsku) – polski prawnik pochodzenia tatarskiego, działacz tatarski.

## Życiorys
Olgierd Najman-Mirza-Kryczyński urodził się 22 października 1884 roku w Wilnie. Był synem Konstantego i Marii z d. Achmatowicz oraz bratem Leona. Prawnik z wykształcenia. Po rozpadzie władzy centralnej w Rosji pod koniec I wojny światowej wyjechał na Krym, angażując się w tamtejsze życie publiczne. Po podboju półwyspu przez bolszewików udał się do Azerbejdżanu, gdzie był w latach 1919−1920 wiceministrem sprawiedliwości, a w 1920 roku delegatem na konferencję państw Zakaukazia w Tbilisi, tam zaprezentował projekt konfederacji Azerbejdżanu, Gruzji i Armenii.
Po zajęciu regionu przez bolszewików zdołał wrócić do Polski, w której angażował się w działalność ruchu prometejskiego oraz współtworzył życie kulturalne i społeczne polskich Tatarów, współzakładając w 1925 roku Związek Kulturalno-Oświatowy Tatarów RP (przewodniczący Rady Centralnej) i pracując w redakcji czasopisma „Rocznik Tatarski”. Zawodowo związał się z wymiarem sprawiedliwości, m.in. pełnił funkcję prokuratora Sądu Okręgowego w Wilnie, od 1932 roku prokuratora Sądu Najwyższego.
Zmarł 2 czerwca 1941 roku w więzieniu w Smoleńsku, zamordowany przez NKWD.